# Neuroleon gratus
Neuroleon gratus är en insektsart som beskrevs av Navás 1915. Neuroleon gratus ingår i släktet Neuroleon och familjen myrlejonsländor. Inga underarter finns listade i Catalogue of Life.